# Kudoyama
Kudoyama (九度山町, Kudoyama-chō) est un bourg du district d'Ito, dans la préfecture de Wakayama, au Japon.

## Géographie

### Démographie
Au 1er décembre 2014, la population de Kudoyama s'élevait à 4 482 habitants répartis sur une superficie de 44,12 km2.

## Culture locale et patrimoine

### Patrimoine religieux
Le temple bouddhiste Jison se trouve à Kudoyama.